# Marvin Kirchhöfer

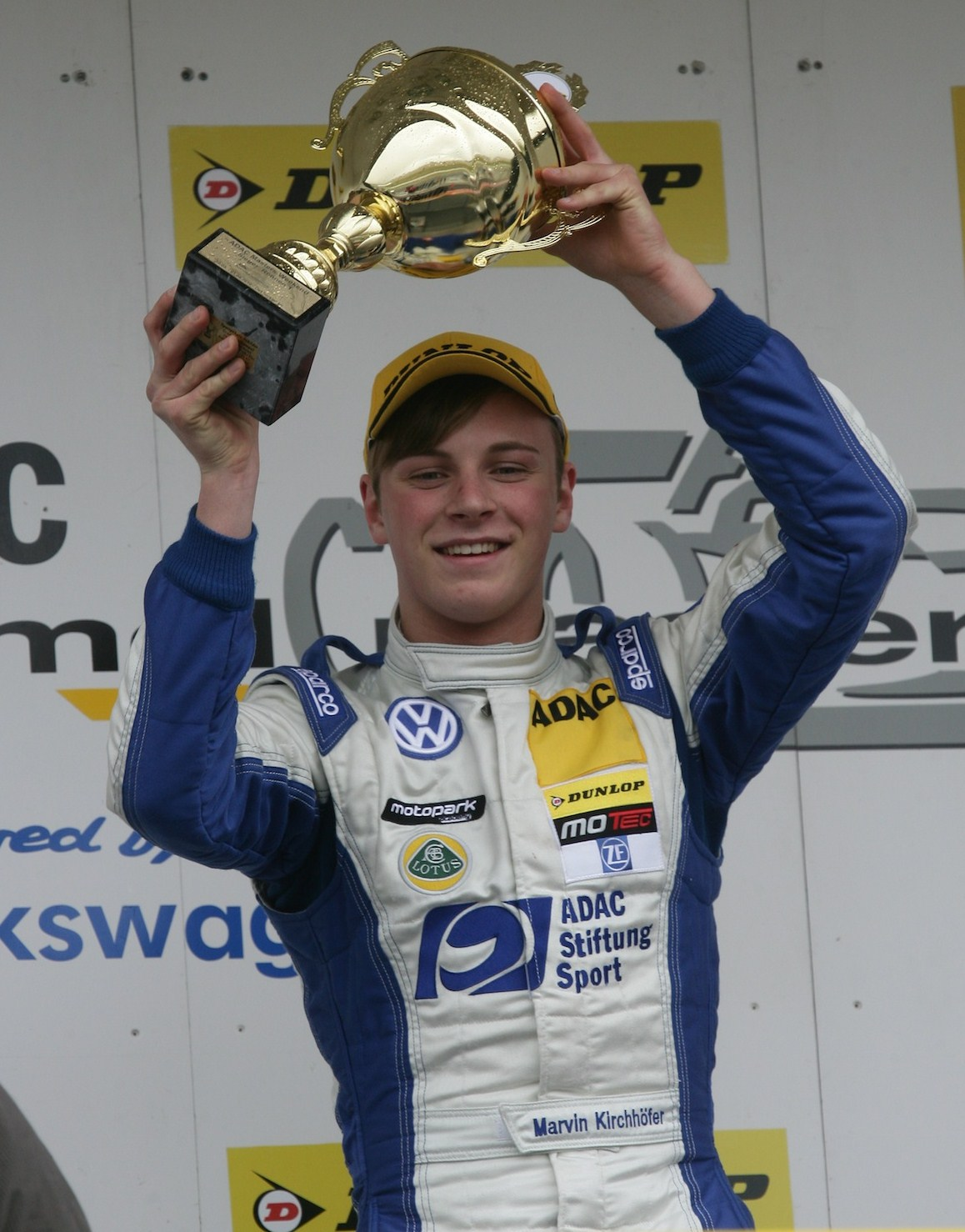
Marvin Kirchhöfer in 2012.

Marvin Kirchhöfer (Leipzig, 19 maart 1994) is een Duits autocoureur.

## Carrière

### Karting
Kirchhöfer begon in het karting in 1999, waar hij vooral in zijn thuisland reed, tot hij in 2010 in de KF2-klasse kwam te rijden. In 2011 won hij het Duitse KF1-kampioenschap, waarbij hij alle vijf de finaleraces won.

### ADAC Formel Masters
In 2012 maakte Kirchhöfer zijn debuut in het formuleracing, waarbij hij in de ADAC Formel Masters ging rijden voor het team Lotus. Hij won zijn eerste autorace op de Motorsport Arena Oschersleben. Hier voegde hij nog acht overwinningen aan toe, waaronder twee op het Circuit Park Zandvoort en een perfect weekend op de Hockenheimring, waar hij alle drie de races won. Hierdoor won hij het kampioenschap met 329 punten.

### Formule 3
In 2013 maakte Kirchhöfer zijn Formule 3-debuut in het Duitse Formule 3-kampioenschap voor Lotus. Ook hier won hij de eerste race waarin hij deelnam op Oschersleben. Hier voegde hij nog twaalf andere overwinningen aan toe, waardoor hij kampioen werd met 511 punten door zijn teamgenoten Artjom Markelov en Emil Bernstorff te verslaan.

### GP3
In 2014 stapte Kirchhöfer over naar de GP3 Series, waar hij voor ART Grand Prix reed. In zijn thuisrace op de Hockenheimring behaalde hij zijn eerste overwinning in het kampioenschap en met zes andere podiumplaatsen eindigde hij achter Alex Lynn en Dean Stoneman als derde in het kampioenschap met 161 punten.
In 2015 bleef Kirchhöfer in de GP3 voor ART actief. Hij won maar liefst vijf races op het Circuit de Barcelona-Catalunya, Silverstone, het Autodromo Nazionale Monza, het Bahrain International Circuit en het Yas Marina Circuit. Ondanks dat hij nog drie andere podiumplaatsen behaalde, zorgden mindere resultaten in de rest van de races ervoor dat hij met 200 punten opnieuw derde werd in de eindstand achter Esteban Ocon en Luca Ghiotto.

### GP2
In 2016 maakt Kirchhöfer de overstap naar de GP2 Series en komt uit voor het team Carlin.